# 카마린스카야

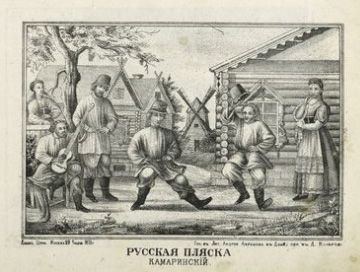

카마린스카야(러시아어: Камаринская)는 러시아의 민속 무용이다. 현대에는 미하일 글린카가 1848년에 작곡한 관현악곡으로도 알려져 있다.

## 악기 편성
미하일 글린카가 작곡한 〈카마린스카야〉의 악기 편성은 다음과 같다.
- 목관악기: 플루트2, 오보에2, 클라리넷2, 바순2
- 금관악기: 호른2, 트럼펫2, 트롬본
- 타악기: 팀파니
- 현악 5부

## 같이 보기
- 러시아 음악